# Verreauxia villosa
Verreauxia villosa är en tvåhjärtbladig växtart som beskrevs av Ernst Georg Pritzel. Verreauxia villosa ingår i släktet Verreauxia och familjen Goodeniaceae. Inga underarter finns listade i Catalogue of Life.